# Jorge Fernando (fadista)
Jorge Fernando da Silva Nunes ComIH (Lisboa, 8 de Março de 1957) é um músico e produtor português. É um dos compositores mais cantados da música portuguesa . É autor de canções como "Boa noite solidão", "Búzios", "Quem vai ao fado" ou "Chuva". 

## Biografia
Com quatro anos já acompanhava o avô a cantar fado [o marido da Ti Preciosa chegou a acompanhar Amália] nas noites de Lisboa. Mas foi com 16 anos que teve a sua primeira experiência a sério, quando trabalhou com Fernando Maurício, considerado o "rei" do fado. Aí deixou definitivamente para trás a sua carreira de futebolista, onde chegou a internacional júnior. Jogou no "1.º maio de Sarilhos" de onde saíram nomes como José Carlos, Diamantino ou Manuel Fernandes.
Formou o seu primeiro grupo de baile aos 13 anos. Estava a ensaiar numa garagem (chegou a fazer parte do grupo Futuro) e disseram-lhe que estava lá perto o cantor Fernando Maurício. Quis conhecê-lo e mal o ouviu foi paixão absoluta. Passado pouco tempo estava a tocar para ele.
Com 19 anos conheceu Alcino Frazão, um dos maiores guitarristas da história do fado, e começou a tocar com ele. Um ano depois já fazia parte do grupo de Amália Rodrigues depois de ter substituído Alcino Frazão numa actuação com o Carlos Gonçalves e ele o ter convidado para tocar com Amália.
Grava os primeiro singles para a editora Rádio Triunfo com temas como "Trigueirinha" e "Se Me Pedisses Desculpa". Em 1982 participa no álbum "Fado!" de Nuno da Câmara Pereira. Lança um novo single, "A Minha Rua", ainda para a Rádio Triunfo.
Muda para a editora Valentim de Carvalho e concorre ao Festival RTP da Canção de 1983 com "Rosas Brancas Para O Meu Amor". Apesar da fraca classificação foi dos temas com mais exposição pública. Toca e escreve três músicas no álbum "Sonho Menino" de Nuno da Câmara Pereira.
Em 1984 lança novo single a solo com "Fiz-me Vagabundo". Com o tema "Umbadá" regressa, em 1985, ao Festival RTP da Canção. Participa também no Festival da OTI desse ano com "Um Ano Depois".
Em 1986 é editado o seu primeiro LP, "Enamorado", que inclui temas como "Mulata" e "Lua Feiticeira Nua". Em 1988 lança o álbum "Coisas da Vida" que inclui o tema "Quando Eu Nasci". A Rádio Comercial, por votação do público, atribui-lhe o Prémio Popularidade.
Em 1989 lançou o seu primeiro disco de fados, "Boa Noite Solidão", na editora Polygram, e nele colaboraram Fernando Maurício, Maria da Fé e José Manuel Barreto. O disco inclui os temas "Quem Vai Ao Fado", "Senhora Minha", "Pode Ser Saudade", "Trigueirinha”, "Pátria", "Lágrima", "A Voz", "Mais Perto De Mim", "Maria da Vila", "A Hora do Profeta" e "Boa Noite Solidão".
Participa no Festival RTP da Canção de 1990 com "Via Área". O álbum "À Tua Porta" é editado em 1991. Produz os discos "Notas Sobre a Alma" de Paulo Bragança e "Notas à Guitarra" de António Pinto Basto.
O álbum "Oxála" é editado em 1993. O disco é bastante elogiado pela critica. Em 1997 lança o disco "Terra d'Água". 
Em 1999 é lançado o álbum "Rumo Ao Sul". Em Maio de 2000 comemora os 25 anos de carreira com um concerto no Tivoli. Em 2000 foi editado o disco "Inéditos", gravado ao vivo no Teatro Tivoli. 
Em 2001 é lançado o livro+disco "Terras do Risco", projecto do pianista italiano Arrigo Cappelletti com poemas de Fernando Pessoa, Mário Sá-Carneiro e Eugénio de Andrade. Os outros colaboradores são o bandoneonista Daniel di Bonaventura, o guitarrista Flavio Minardo, o violoncelista Davide Zaccaria, Custódio Castelo, na guitarra portuguesa e a cantora Alexandra.
Lança em 2002 o disco "Velho Fado". Em 2003, a cidade italiana de Recanati homenageou-o em reconhecimento do seu talento como cantautor, produtor, instrumentista e impulsionador de novos talentos (Academia de Marco Poeta).
Em Janeiro de 2004 é o director musical do espectáculo "Boa Noite Solidão" de homenagem a Fernando Maurício. Participa ainda no disco "A Tribute To Amalia Rodrigues"
No disco "Memória e Fado" apresenta alguns duetos e colaborações curiosas (Lucio Dalla, Ana Moura, Toninho Horta, Egberto Gismonti). Gravado em Portugal e no Brasil, o disco contém ainda quatro versões. O maior destaque é um excerto de uma actuação ao vivo de Amália Rodrigues, gravado em 1994, com o tema "Vida". 
Em Outubro de 2005 comemorou os 30 anos de carreira com um concerto no Fórum Lisboa, que contou com a participação de Argentina Santos e Celeste Rodrigues.
Colabora com o rapper Sam The Kid com quem actua nas Festas de Lisboa de 2008. Além da banda de Sam the Kid, em palco estiveram Custódio Castelo (guitarra portuguesa) e Filipe Larsen (viola baixo). 
O disco "Vida", com participações de Sam the Kid e Ana Moura, é editado em 2009. O disco, que esteve para se intitular "Fados de Amor e Raiva", abre e fecha com a música "Vida", primeiro cantada em parceria com Fábia Rebordão e no final com Amália Rodrigues (numa gravação feita em casa da falecida fadista em 1996).
"Chamam-lhe Fado" é lançado em 2012. 
Em 2018 edita o CD "De Mim Para mim", que inclui doze inéditos, de entre os quais se podem destacar "Lobisomem", "Sr. Doutor" em dueto com António Zambujo, o tema título "De Mim Para mim" e uma nova versão do clássico "Umbadá".

## Reconhecimento
Foi uma das 50 figuras do fado e da guitarra portuguesa homenageadas, em 2012, aquando da celebração do primeiro aniversário do fado enquanto Património Imaterial da Humanidade, tendo nessa altura recebido a Medalha Municipal de Mérito (Grau Ouro), da cidade de Lisboa. 
A 18 de Fevereiro de 2016 foi feito Comendador da Ordem do Infante D. Henrique.
É autor do tema Quem vai ao fado, uma das 150 canções, que constam na antologia, As Palavras das Canções, organizada por João Calixto, editada com o apoio da Sociedade Portuguesa de Autores. 

## Discografia
Entre a sua discografia encontram-se: 
- Enamorado (LP, EMI, 1986)
- Coisas da Vida (LP, EMI, 1988)

- Boa Noite Solidão (LP, Polygram, 1989)
- À Tua Porta (LP, Polygram, 1991)
- Oxála (LP, Polygram, 1993)
- Terra d'Água (LP, Movieplay, 1997)
- Rumo ao Sul (LP, Movieplay, 1999)
- Inéditos ao Vivo No Tivoli (CD, Popular/VC, 2000)
- Velho Fado (CD, World Connection, 2002) 2003 (CNM)
- Memória e Fado (CD, Som Livre, 2005)
- Vida (CD, Farol, 2009)
- Chamam-Lhe Fado (CD, Farol, 2012)
- De Mim Para Mim (CD, Glam Music, 2018)

Compilações
- O Melhor dos Melhores (Movieplay)
- Umbadá - Colecção Caravelas - 1996 (EMI)
- A Arte e a Música - 2004 (Universal)
- Grandes Êxitos - (2016) (Universal)

Singles
- Trigueirinha [10]
- Maria Amada de Todos (Single, Alvorada/RT, 1979) [11]
- Meu Irmão Fora da Lei (Single, Alvorada/RT, 1980) ALV 97-162
- Se Me Pedisses Desculpa/Semente do amor (Single, Alvorada/RT, 1980) ALV 97-163
- A Minha Rua/Aniversário (Single, Rádio Triunfo, 1982)

- Rosas Brancas Para O Meu Amor/Ai Se Um dia (Single, VC, 1983) 1VCS 1038
- Fiz-me Vagabundo/Tentei Gostar de Alguém (Single, EMI, 1984)
- Umbadá/Umbadá (instrumental) (Single, EMI, 1985) 1775457
- Lua, Feiticeira Nua / Um Ano Depois (Single, EMI, 1986) 1775887
- Mulata/Amor Das Horas Vagas (Single, EMI, 1986) 1776007
- Quando Eu Nasci / Hoje Fiz Um Poema (Single, EMI, 1988) 1776487

- Bandeira da Paz/São teus Olhos Quem O Diz (Single, Polygram, 1989 )
- Há Sempre Alguém